# Daniela Ceccarelli
Daniela Ceccarelli (n. 25 septembrie 1975, Frascati, Lazio, Italia) este o schioare alpină ce a reprezentat Italia, medaliată olimpică. A participat la 2 ediții ale Jocurilor Olimpice (2002, 2006) în care a câștigat o medalie de aur.